# PS/2-interface

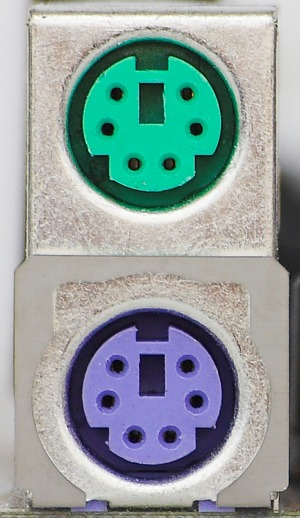
De PS/2-aansluitingen van een PC met aan de bovenzijde een aansluiting voor een muis (groen) en aan de onderzijde een toetsenbord (violet).

Een PS/2-interface (PS/2-aansluiting, PS/2-poort, oorspronkelijk Auxiliary Port) is een zeer wijdverbreide seriële interface voor invoerapparaten als muis en toetsenbord en soms voor andere aanwijsapparaten als trackball en grafisch tableau. De PS/2-aansluiting wordt onder andere bij computers toegepast, die echter meer en meer door USB-aansluiting wordt vervangen. De interface is genoemd naar het gelijknamige computersysteem van IBM.
Een desktop-PC kan ofwel over twee PS/2-aansluitingen beschikken, een voor een muis (of een andere aanwijsapparaat) en een voor een toetsenbord, ofwel over één gecombineerde. Ze hebben in de regel een eigen kleurcodering: het toetsenbord heeft een paarse en de muis een groene stekkeraansluiting. Deze kleurcodering is in de PC 99 Design Guide door Intel en Microsoft voorgeschreven. Hoewel zij over dezelfde stekkerverbinding beschikken en zelfs een gelijke pintoewijzing kennen worden voor muis en toetsenbord afwijkende protocollen ingezet waardoor de stekkers niet verwisseld mogen worden.
Een laptop beschikte vroeger, vanwege een compacter moederbord, daarentegen over slechts één PS/2-aansluiting die voor zowel muis als toetsenbord is toegericht.

## Specificaties

### Connector

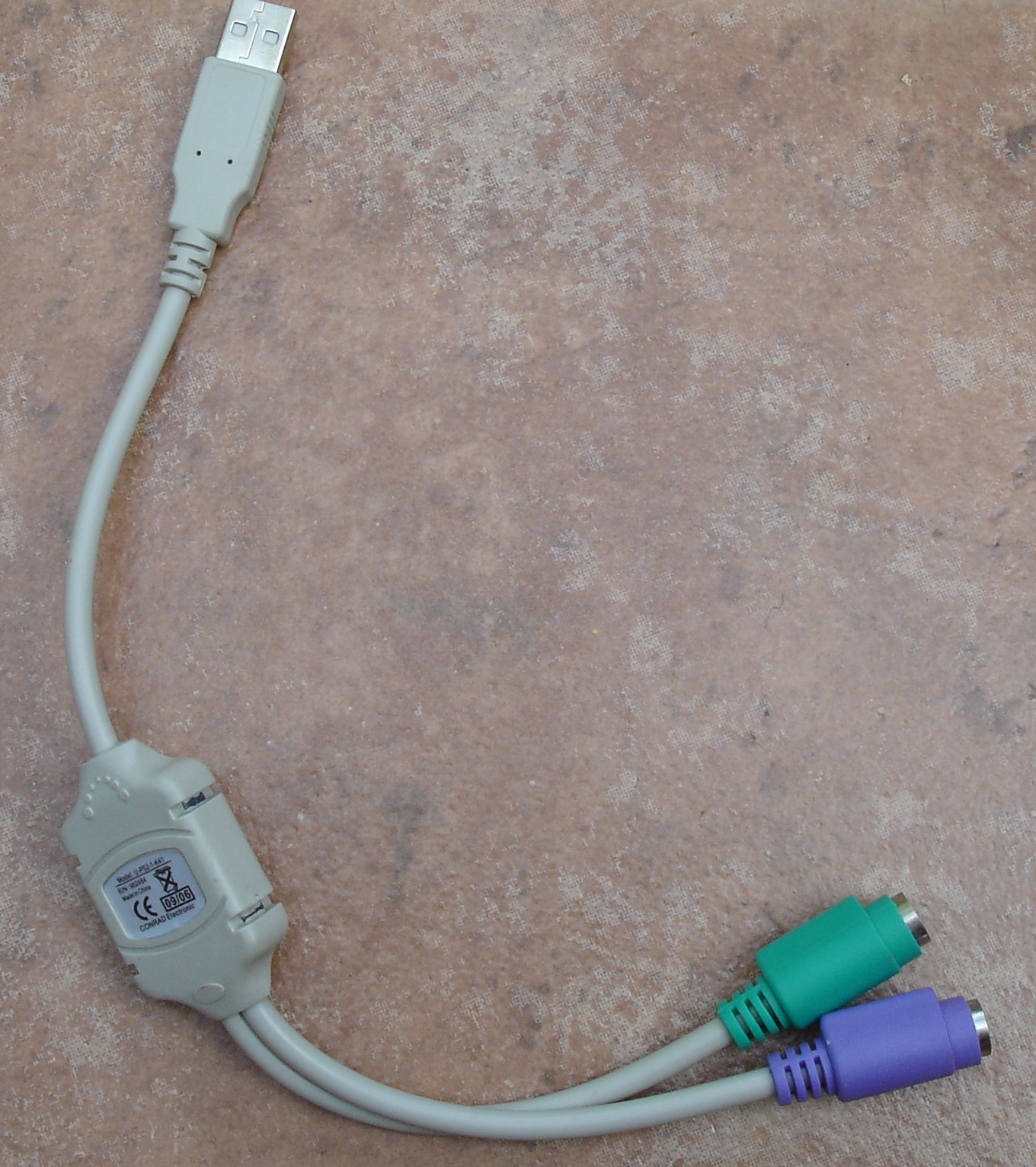
Verloopstuk om een PS/2-muis en -toetsenbord aan te sluiten op een laptop met alleen usb

Nummering van contactpunten (kijkend naar het schoentje):
| Contact | Naam         | Functie          | t.o.v. Serieel |
| ------- | ------------ | ---------------- | -------------- |
| 1       | +DATA        | Gegevens         |                |
| 2       | Gereserveerd | Gereserveerd*    | RxD            |
| 3       | Massa        | Massa            | GND            |
| 4       | Voeding      | +5 V DC (100 mA) | +5V            |
| 5       | +CLK         | Klok             |                |
| 6       | Gereserveerd | Gereserveerd*    | TxD            |

 *Extra split-functies voor Laptop (scheiding van de ingebouwde muis)

## USB als alternatief
Op moderne systemen, en in het bijzonder laptops, zijn de PS/2-aansluitingen vervangen door flexibeler en hot-plug/hot swapping-geschikte Universal Serial Bus|USB-aansluitingen. Voor oude besturingssystemen simuleert het Basic Input/Output System|BIOS de aanwezigheid van PS/2-aansluitingen, zelfs als muis en toetsenbord met USB met de computer verbonden zijn.
Het belangrijkste verschil met USB is dat de PS/2-verbinding de processor onderbreekt, waar de USB-verbinding wacht tot de processor er zelf om vraagt. Dit verschil is niet merkbaar in de praktijk.